# Małgorzata Marcińska
Małgorzata Maria Marcińska z domu Kosakowska (ur. 22 listopada 1972 w Krakowie) – polska urzędniczka państwowa i samorządowa, w latach 2013–2015 podsekretarz stanu w Ministerstwie Pracy i Polityki Społecznej.

## Życiorys
Ukończyła studia na Uniwersytecie Jagiellońskim. Pracowała w administracji samorządowej, była m.in. dyrektorem Kancelarii Prezydenta Miasta Krakowa. Zajmowała też m.in. stanowisko wiceprezesa zarządu Krakowskiego Holdingu Komunalnego S.A. 23 maja 2013 została powołana na stanowisko wiceministra pracy i polityki społecznej w randze podsekretarza stanu, odpowiadając m.in. za wdrażanie Europejskiego Funduszu Społecznego oraz za wieloletnie programy zatrudnienia i rozwoju zasobów ludzkich przy wykorzystaniu funduszy europejskich.
Związana z Polskim Stronnictwem Ludowym, jako kandydatka z listy tej partii w 2014 i 2018 do sejmiku małopolskiego, a w 2015 do Sejmu w okręgu krakowskim. W lipcu 2015 odeszła z administracji rządowej w związku z powołaniem na prezesa Agencji Rozwoju Miasta w Krakowie.